# Călimănești (Nisporeni)
Călimăneşti è un comune della Moldavia situato nel distretto di Nisporeni di 1.021 abitanti al censimento del 2004.